# 安格羅德
安格羅德 Angrod，是英國作家約翰·羅納德·瑞爾·托爾金的史詩式奇幻小說《精靈寶鑽》中的人物。費納芬之次子，母親是伊珥雯，哥哥為芬羅德·費拉剛，弟弟是艾格諾爾，妹妹是凱蘭崔爾，歐洛隹斯是他兒子。
安格羅德是辛達林語，在維林諾，他的昆雅語名字是Angarato。
安格羅德與艾格諾爾在多爾露明地區抵制魔苟斯，他們在班戈拉赫戰役中陣亡。
安格羅德的妻子昆雅語中叫伊達露娣 Eldalôtë，辛達林語名字是伊希露 Edhellos，她為安格羅德生下歐洛隹斯，歐洛隹斯生下諾多族第六任最高君王吉爾加拉德。